# 블코
블코(영어: BLCO 블코[*]) 또는 '자딘 디 디에우 블코'(영어: Jardin de Dieu BLCO 자딘 디 디에우 블코[*])는 한국의 뷰티 브랜드이다. 
립 제품을 주력 상품으로 생산한다. 립에만 포커싱 하여 설립된 프리미엄 립 뷰티 전문 브랜드다. '입술을 위한 진취적인 행보'를 슬로건으로 내세워 립 아이템의 새로운 영역과 기준을 제시하며,입술 본연의 순수한 아름다움을 찾아갈 수 있도록 도와주는 것을 목표로 하고 있다.
9가지 핵심성분, 블코 고유의 포뮬러와 고유의 시그니처 향으로 립케어 분야에서 소비자들에게 많은 관심과 사랑을 받고 있다.

## 역사
" 신의 정원" le jardin de dieu를 모티브로 한 컬렉션으로 블코만의 감성을 담은 제품 고유의 스토리를 담고 있다.

## 블코

### 제품
- 라뉘 립 컨디셔너 101(La Nuit Lip Conditioner): 블코의 기초 보습 라인 101 기존 많은 블코 사용자에게 많은 사랑을 받았던 베스트셀러 제품이다.

- 라뉘 립 컨디셔너 102(La Nuit Lip Conditioner): 블코의 기초 보습 라인 101 기존 많은 블코 사용자에게 많은 사랑을 받았던 베스트셀러 제품의 미니 버젼이다.

- 마벨라 립 에센스 201(Ma Bella Lip Essence): 엄선된 프랑스 세더마사의 보르피린(지모뿌리 추출물)과 강인한 생명력을 지닌 까멜리아 오일 및 비타민 A, E 등 입술 영양공급에 꼭 필요한 엄선된 9가지 핵심성분이 가득 함유되어 있다

- 마벨라 립 에센스 202(Ma Bella Lip Essence): 마벨라의 미니 버젼이다.

## 현재의 블코
립케어 라인업을 기본 베이스로 블코 뷰티의 명성을 이어가는 중이다.
라뉘 101 마벨라 201을 시작으로 다양한 제품을 출시하여 면세점, 약국, 강남 성형외과 및 유명카페 등 입점 포트폴리오를 넓혔고, 일본 오사카 지역 및 30여개 매장 추가입점으로 글로벌화를 통해 빠르게 유통망을 넓혀가고 있으며, 각종 협업을 통하여 다양한 분야에서 입소문을 타고 빠르게 퍼지고 있다.